# Valentina Vega
Valentina Vega (1982) è un'ex cestista italiana.

## Carriera
Ala-pivot, ha giocato in Serie A1 con Termini Imerese.